# Lépanges-sur-Vologne
Lépanges-sur-Vologne ([leˈpɑ̃ʒ syʁ vɔˈlɔɲ] ) ist eine französische Gemeinde mit 838 Einwohnern (Stand: 1. Januar 2022) im Département Vosges in der Region Grand Est (bis 2015 Lothringen). Sie gehört zum Arrondissement Saint-Dié-des-Vosges (bis 2024 Épinal) und ist Mitglied im Gemeindeverband Communauté de communes Bruyères-Vallons des Vosges. Die Bewohner werden Lépangeois und Lépangeoises genannt.

## Geografie

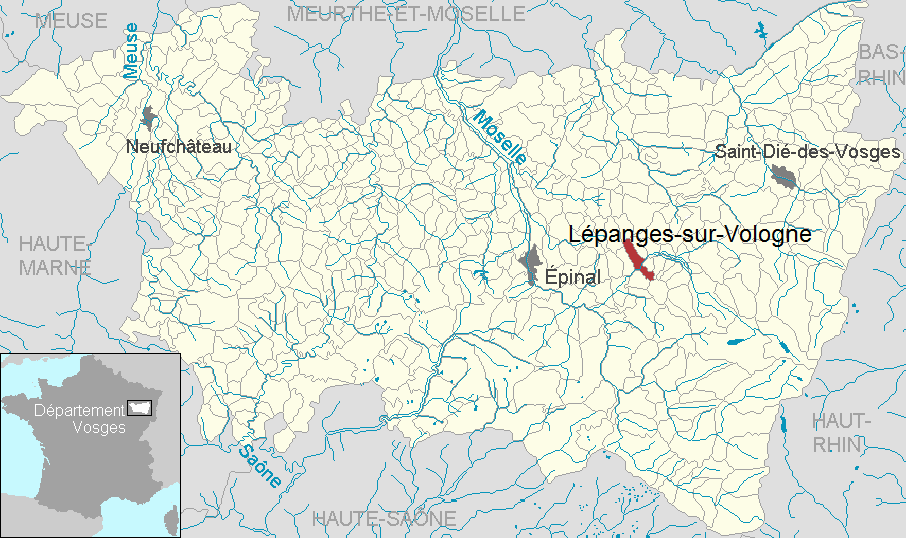
Lage der Gemeinde Lépanges-sur-Vologne im Département Vosges

Die Gemeinde Lépanges-sur-Vologne liegt in den Vogesen auf einer Höhe von etwa 400 m über dem Meeresspiegel, 20 Kilometer nordwestlich von Gérardmer und 15 Kilometer östlich von Épinal.
Die Fläche des 7,57 km² großen Gemeindegebietes erstreckt sich vom Mosel-Nebenfluss Vologne bis auf die knapp 650 m erreichenden Höhen nördlich und südlich der Vologne. Der Abschnitt des Volognetales ist im Bereich der Gemeinde Lépanges bis zu 500 m breit und bietet Raum für ein lockeres Gefüge von Äckern, Weideland und Siedlungsflächen. In Lépanges mündet der von Süden kommende Ruisseau de Malenrupt in die Vologne. Etwa die Hälfte des Gemeindeareals ist bewaldet, insbesondere im Norden und Süden, wo der Waldsaum ungefähr der 500-Meter-Höhenlinie folgt. Höchster Punkt im Gemeindegebiet ist der 664 m hohe Steaumont im äußersten Südosten.
Zu Lépanges-sur-Vologne gehören die Ortsteile und Weiler La Levrée, La Beure, Faing Vairel, Palhieu, Hadrange, Girondeménil, Ferme de Calotté und La Haute Verrière.
Nachbargemeinden von La Lépanges-sur-Vologne sind Fays im Norden, Prey im Osten, Fiménil und Laveline-du-Houx im Südosten, La Neuveville-devant-Lépanges im Süden, Deycimont im Westen sowie Méménil und Viménil im Nordwesten.

## Geschichte
Lépanges tauchte als Lesperange bereits im 11. und 12. Jahrhundert auf. Das Dorf war Teil der Vogtei Bruyères. Die Bewohner waren auf zwei Pfarreien aufgeteilt: sie gingen nach Champ-le-Duc oder nach Charmois-devant-Bruyères, später nach Deycimont. Alle drei Pfarreien gehörten zum Dekanat Bruyères in der Diözese Épinal.
Eine eigene Pfarrkirche bekam Lépanges erst 1866, sie wurde Saint-Libaire geweiht, einem heiligen Märtyrer, der im Jahr 362 auf Befehl des römischen Kaisers Julian enthauptet wurde.
Die Mädchenschule in Lépanges wurde 1860 erbaut, das Bürgermeister- und (Knaben-)Schulgebäude folgte 1877.
Während der Französischen Revolution gehörte Lépanges dem später aufgelösten Wahlkreis Kanton Docelles an.
In der zweiten Hälfte des 19. Jahrhunderts war das Gebiet um Lépanges überregional bekannt für die Stärke-Produktion. 1880 gab es allein im Nachbarort La Neuveville 153 Stärkeproduzenten. Als Ausgangsbasis dienten Kartoffeln, Energie lieferten zahlreiche Wassermühlen an der Vologne.
1870 bekam Lépanges einen Eisenbahnanschluss. Der Bahnhof lag an der Strecke Arches-Saint-Dié.
Wichtigster Erwerbszweig war in Lépanges lange die Textilindustrie. Eine 1946 in Tourcoing gegründete und 1964 nach Lépanges verlegte Fabrik umfasste die Bereiche Weberei, Färberei und Näherei. Der Betrieb wurde im Herbst 2008 eingestellt.
1984 wurde Lépanges-sur-Vologne national und international bekannt als Wohnort des Opfers und der Verdächtigen im Mordfall Grégory.

### Bevölkerungsentwicklung
| Jahr      | 1962 | 1968 | 1975 | 1982 | 1990 | 1999 | 2006 | 2012 | 2021 |
| Einwohner | 1209 | 1059 | 1090 | 1035 | 1006 | 950  | 926  | 915  | 833  |

Im Jahr 1906 wurde mit 1566 Bewohnern die bisher höchste Einwohnerzahl ermittelt. Die Zahlen basieren auf den Daten von cassini.ehess und INSEE.

## Sehenswürdigkeiten

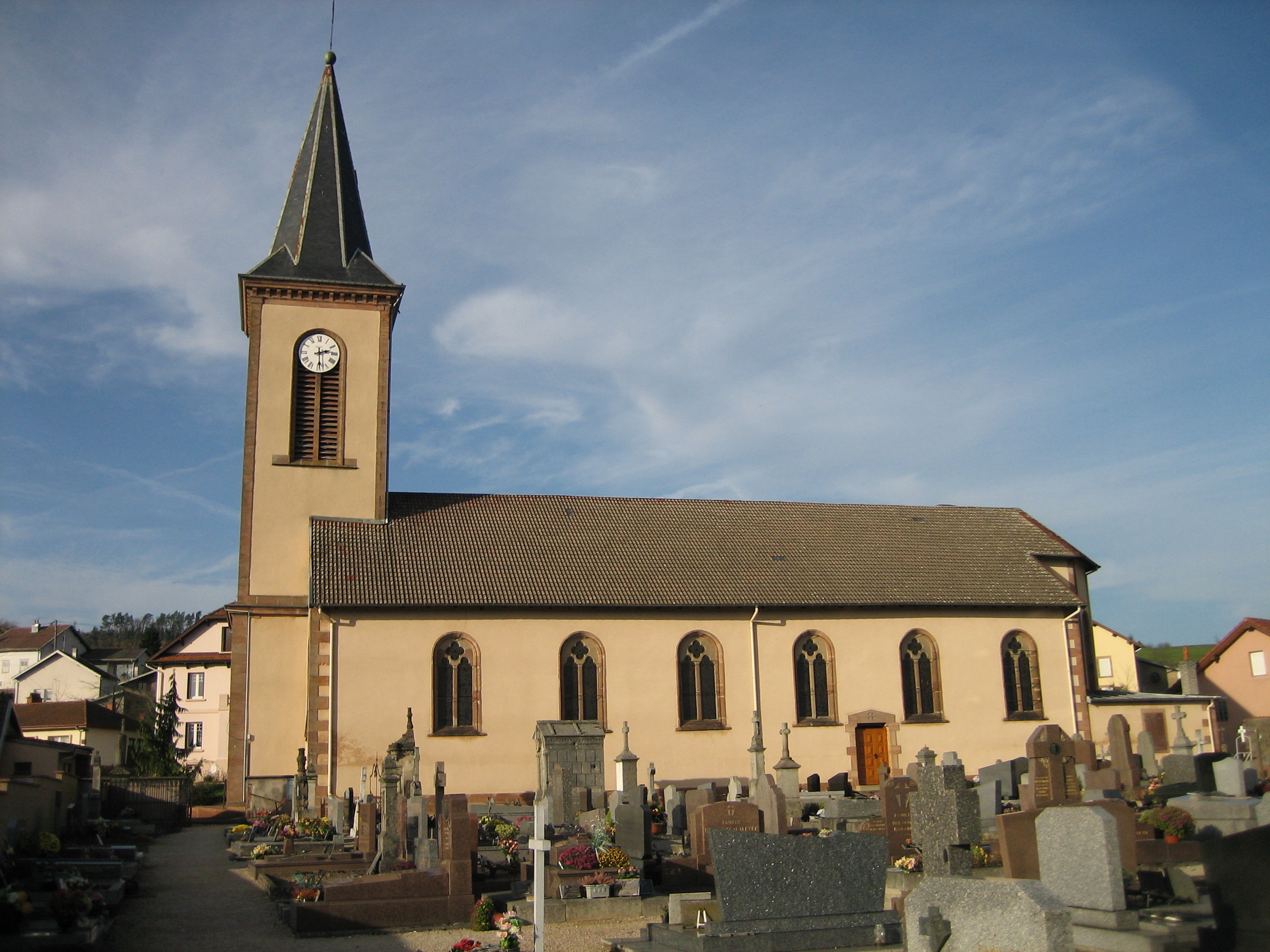
Kirche Saint-Libaire
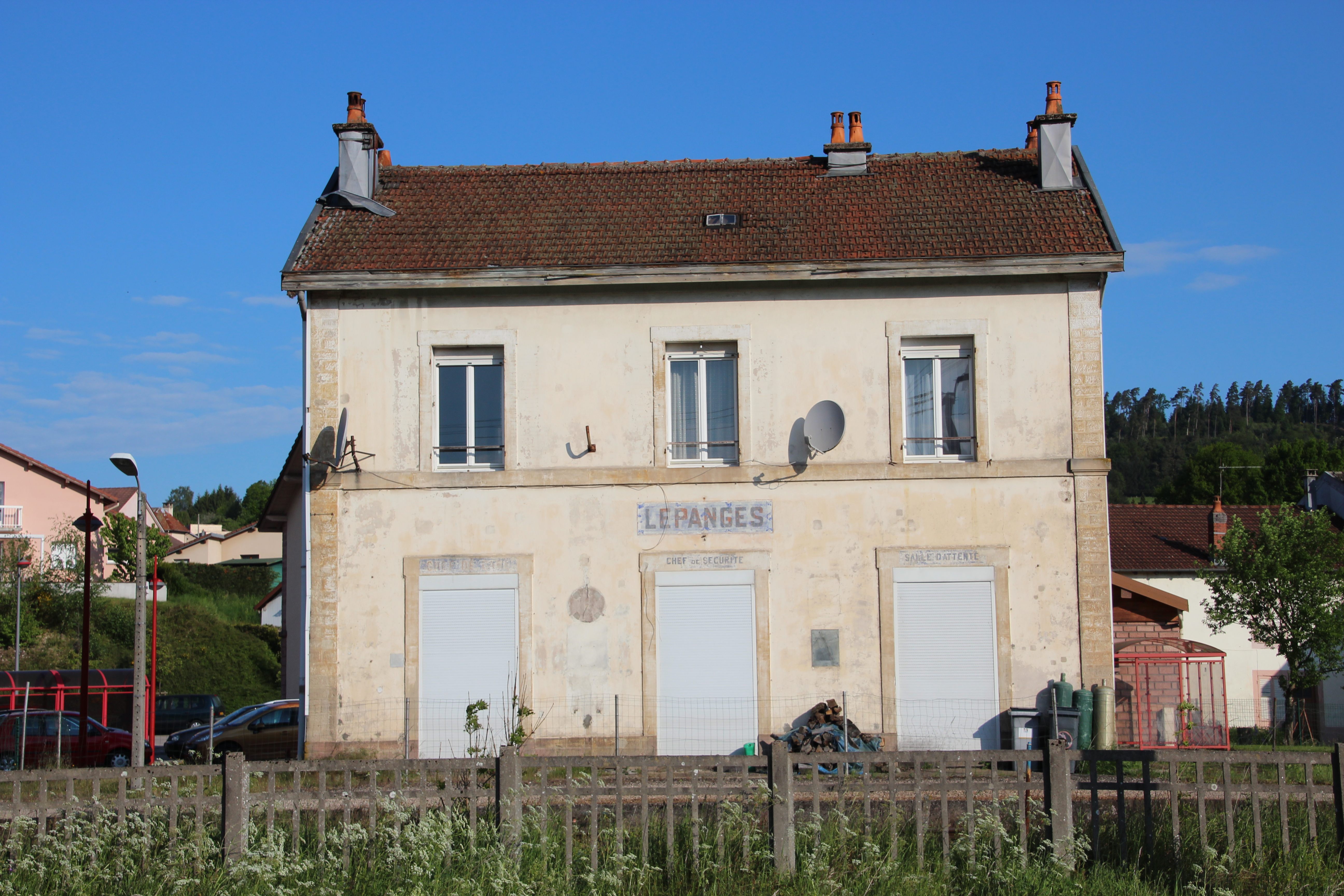
Bahnhof
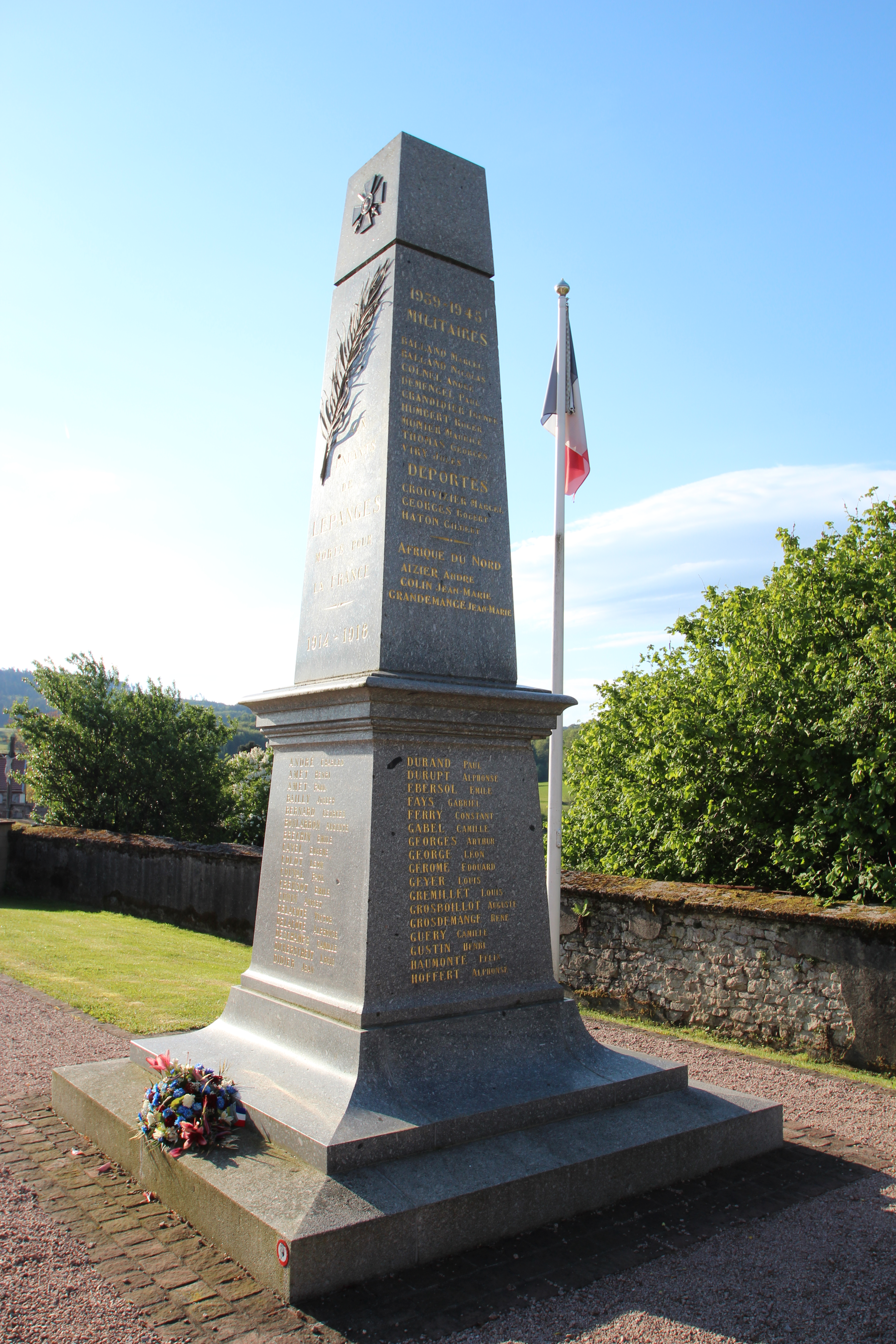
Gefallenendenkmal

- Arboretum im Ortsteil Palhieu

- Kirche Saint-Libaire
- Bahnhof
- Gefallenendenkmal

## Wirtschaft und Infrastruktur
In der Gemeinde sind sieben Landwirtschaftsbetriebe ansässig (Anbau von Kräutern für die Spirituosenherstellung, Milchwirtschaft, Rinderzucht). Daneben dominiert das Kleingewerbe (Bäckerei, Bau- und Reparaturunternehmen). Viele Bewohner der Gemeinde sind heute Pendler in die nahegelegenen Gewerbegebiete an Vologne und oberer Mosel.
Lépanges-sur-Vologne liegt abseits der überregionalen Verkehrsströme. Durch die Gemeinde führt die Fernstraße D 11 von Docelles nach Bruyères. Der Bahnhof Lépanges liegt an der von der TER Lorraine betriebenen Bahnstrecke Arches–Saint-Dié.

## Belege
1. ↑  Lépanges auf vosges-archives.com. (PDF; 60 kB) Archiviert vom Original (nicht mehr online verfügbar) am 5. März 2016; abgerufen am 4. April 2013 (französisch).
2. ↑  Lépanges-sur-Vologne auf cassini.ehess
3. ↑  Lépanges-sur-Vologne auf INSEE
4. ↑  Landwirtschaftsbetriebe auf annuaire-mairie.fr (französisch)